# Lignano Sabbiadoro
Lignano Sabbiadoro (en français : Lignan en frioulan) est une commune italienne d'environ 6 830 habitants (2019), de la province d'Udine, dans la région autonome du Frioul-Vénétie Julienne en Italie. Elle se divise en trois parties : Sabbiadoro, Pineta et Riviera. C'est une station balnéaire et thermale internationale[pas clair], avec de nombreux parcs d'attractions et de loisirs.

## Histoire
Lignano Sabbiadoro compte 6 740 habitants. Lignano a développé son tourisme dans les années 1930. Au début de 1900, la péninsule n'était pas accessible par voie terrestre, mais seulement en bateau par la lagune de Marano. À l'époque, la péninsule de Lignano était presque entièrement recouverte par une forêt de pins et les seules colonies rurales étaient situés le long du rivage de la mer. À cause du paludisme, répandu dans les marais entourant la péninsule, le développement de Lignano est venu seulement après l'assèchement des zones insalubres, au cours des années 1920, grâce à la politique de grands travaux du gouvernement fasciste de Benito Mussolini.
En 1926, la première route publique a été ouverte entre la ville de Lignano et Latisana (en 1931 il y avait déjà plusieurs centaines d'habitants). En 1935, la Compagnie de tourisme a ajouté le nom de Sabbiadoro à des fins promotionnelles. Trois ans plus tard (1938), Lignano Sabbiadoro avait environ un millier de lits avec le trafic touristique estimé à plus de soixante apparences.
Le développement actuel de la ville a commencé à partir du plan de 1936, qui a été ralenti par le déclenchement de la Seconde Guerre mondiale, mais a repris à un rythme rapide dans les années 1950. En 1951, la population de Lignano Sabbiadoro était d'environ 1 200 habitants. À la fin de cette décennie, la population a presque doublé. Lignano Sabbiadoro est devenu indépendant en 1959.

## Administration
| Période                                  | Période | Identité | Étiquette | Qualité |
| ---------------------------------------- | ------- | -------- | --------- | ------- |
|                                          |         |          |           |         |
| Les données manquantes sont à compléter. |         |          |           |         |

### Communes limitrophes
Latisana, Marano Lagunare, San Michele al Tagliamento

## Sport
La ville dispose de nombreuses installations sportives, parmi lesquelles le Stade Guido Teghil, qui accueille l'équipe de football du Pordenone Calcio.
Lignano Sabbiadoro possède un club de rugby à XIII, les « Lignano Sharks », qui rejoignent la Balkan Super League en 2019, et en disputent la troisième édition la même année.